# 済南トロリーバス
済南トロリーバス（さいなんトロリーバス）は、済南公交集団有限公司が中国山東省の済南市地域（歴下、市中、槐蔭、天橋、歴城区）で運行しているトロリーバス。

## 路線
2023年10月19日現在、17系統が営業している。
- (24時間) K101系統 - 済南大学～甸柳荘（ディアンリウ荘）
- K102/夜102系統 - 済南大学～葛家荘
- B103系統 - 硯泉（イァン泉）～大観園
- BRT-1/夜BRT-1系統 - 済南西駅バスターミナル～全福インターチェンジ西
- BRT-4系統 - 鵲華大道卧東路-山東技師学院
- BRT-5系統 - 全運メディア ビレッジ - 済南駅
- BRT-6系統 - 北全福 - 省立病院東院区
- BRT-7系統 - 済南大学～鄒荘新村
- BRT-8系統 - 郭店インターチェンジ西～解放橋北
- BRT-9系統 - 燕山インターチェンジ～大澗溝北
- BRT-10系統 - 鳳凰山インターチェンジ～黄岡路
- BRT-11/夜BRT-11系統 - 全福インターチェンジ～済南東駅西バスターミナル
- B57系統 - 大垻バスターミナル～済鋼新村
- B70系統 - 盖家溝～銀座商城
- K125系統 - 白馬山バスターミナル～成豊橋
- B165系統 - 還郷店～新世界商城
- K229系統 - 虞麓花園～郭家

## 歴史
- 1977年1月1日 - 済南初のトロリーバス路線1電系統(現在の101系統の前身)が正式に開通し、工人病院(現 市立第五病院)～栄軍病院(現 百花劇場)で始発・終点となった。
- 1978年1月1日 - 2電系統(現在の102系统の前身)が開通し、紅星影院～解放橋で始発・終点となった。
- 1990年8月1日 - 3電系統(現在の103系统の前身)が開通し、葛家庄～解放閣で始発・終点となった。
- 1992年 - バス路線の番号を標準化するために、1電系統、2電系統、3電系統がそれぞれ101系統、102系統、103系統に変更された。
- 1997年の冬 - 重汽済客（Sinotruk） によって開発された12メートルのシングルマシントロリーバスプロトタイプが試運転され、モデルJK6120D、自番号1600、101系統が装備された。 その後、済南公交は1600~1639、2000~2039、2400~2419、2241~2260、3410~3419と140台(サンプルバスを含む)を順次購入して運行開始された。 長い間、JK6120Dは済南公交が運営する唯一のタイプのトロリーバスであり、補助電源なしで運行されていたが、その後補助電源とコレクターポール用の自動持ち上げ装置が追加された。
- 2000年9月26日 - 104系統が開通し、済南大学～泉城広場で始発・終点となった。
- 2007年4月、二環東路高架道路の建設が開始された。プロジェクトの初期段階には、済南市公用事業局と済南公共交通公社は、高架道路とトロリーバスBRTを組み合わせたトロリーバス路線網の同期の建設を促進するとしていたが、済南市規画局がトロリーバス路線網の建設に同意しなかったためプロジェクトは進行できず、関連するエンジニアリング予約は行われなかった。
- 2011年3月17日 - JK6120Dデュアルパワートロリーバスの最初の試運転が開始され、101系统はデュアルソーストロリーバスとして徐々に再開された。
- 2013年9月 - 済南市は「路面電車再生計画」を提案し、幅3メートル、長さ18メートルのトロリーバスを使用し、2020年までに全長304.3キロメートルのトロリーバス路線を23系统開通させる予定とした。 しかしこの計画は実際には実施されず、幅3mのトロリーバスは試作されなかった。（理由は不明）
- 2017年4月13日 - アジア開発銀行は山東泉城グリーンモダントロリーバス実証プロジェクト、プロジェクト番号50010-001を発表した。（プロジェクトタイプは技術支援プロジェクト）
- 2019年10月9日 - 済南市城郷交通運輸局は「山東泉城グリーンモダントロリーバス実証プロジェクト監督事前資格発表(入札発表)」を発行した。
- 2020年1月1日 - 山東泉城グリーンモダントロリーバスがK103系统で正式に試運転を開始した。当初は4台が配備され、後に15台に増やされた。
- 2020年2月末 - COVID-19の流行の影響により、「山東泉城グリーンモダントロリーバス」プロジェクトは無期限に中断された。 12メートルトロリーバス15台、18メートルトロリーバス10台の到着後にトロリーバスの発注は停止され、その後の未納入車両は純電気バスに変更となった。
- 2021年3月6日 - 済南市城郷交通運輸局は市全体の交通工作会議を開催し、「軌道輸送＋トロリーバス」高速公共交通回廊の建設を加速すると発表した。
- 2021年4月14日 - 済南公交は山東泉城グリーンモダントロリーバス実証プロジェクトの建設に関する会議を開催した。
- 2022年3月18日 - BRT-7系統のトロリーバス運行を開始，トロリーバス路線を5本に増やす。
- 2022年3月23日 - BRT-10系統のトロリーバス運行を開始，トロリーバス路線を6本に増やす。
- 2022年4月7日 - 済南軌道交通4号線市立第五病院駅の建設に協力するため運行路線は2路線が削減された。（K101系統は済南大学～ディアンリウ荘に再編、K104系統は一時に停止），トロリーバス路線を5本に减やす。
- 2022年9月13日 - BRT-1系統のトロリーバス運行を開始，トロリーバス路線を6本に増やす。
- 2023年1月6日 - BRT-4系統のトロリーバス運行を開始，トロリーバス路線を7本に増やす。
- 2023年2月1日 - BRT-8系統のトロリーバス運行を開始，トロリーバス路線を8本に増やす。
- 2023年2月7日 - B57系統のトロリーバス運行を開始，トロリーバス路線を9本に増やす。
- 2023年2月8日 - BRT-11系統のトロリーバス運行を開始，トロリーバス路線を10本に増やす。
- 2023年3月15日 - K125系統のトロリーバス運行を開始，トロリーバス路線を11本に増やす。
- 2023年4月22日 - BRT-5系統のトロリーバス運行を開始，トロリーバス路線を12本に増やす。
- 2023年4月22日 - BRT-9系統のトロリーバス運行を開始，トロリーバス路線を13本に増やす。
- 2023年5月16日 - BRT-6系統のトロリーバス運行を開始，トロリーバス路線を14本に増やす。
- 2023年5月25日 - B70系統のトロリーバス運行を開始，トロリーバス路線を15本に増やす。
- 2023年8月8日 - K229系統のトロリーバス運行を開始，トロリーバス路線を16本に増やす。
- 2023年10月18日 - B165系統のトロリーバス運行を開始，トロリーバス路線を17本に増やす。

## トロリーバス車輌
- 現在、済南トロリーバスシステムは430台の車両を備えており、そのうち18メートル車両（LCK5180A型）は100両、12メートル車両（ZK6125BEVG5型、LCK6123GEV型、LCK5120A型）は330両である。430台のうち、一部の車両は現在ライン上で運行されていないが、すべての車両はデュアルソーストロリーバスである。 ZK6125BEVG5型：1620~1639番、合計20両、2014年1月から運行中。  LCK6123GEV型：1640~1699番、合計60両、2016年4月から運行中。  LCK5120A型（第一陣）：1701~1715番、合計15両、2020年1月から運行中。  LCK5180A型（第一陣）：1716~1725番、合計10両、2020年3月から運行中。  LCK5180A型（第二陣）：1726~1740番、合計15両、2020年5月から運行中。  LCK5120A型（第二陣）：1741~1765番、合計25両、2022年3月から運行中。  LCK5180A型（第三陣）：1766~1840番、合計75両、2022年3月から運行中。  LCK5120A型（第三陣）：1841~1950番、合計110両、2022年1月から運行中。  LCK5120A型（第四陣）：1951~2050番、合計100両、2022年3月から運行中。